# Horné Zahorany
Horné Zahorany (hongrois : Tóthegymeg) est un village de Slovaquie situé dans la région de Banská Bystrica.

## Histoire
La première mention écrite du village date de 1323.

## Démographie

### Évolution de la population
| Année:               | 1994. | 2004.   | 2014.   | 2024.    |
| -------------------- | ----- | ------- | ------- | -------- |
| Nombre de personnes: | 144   | 143     | 129     | 102      |
| Différence:          |       | -0,69 % | -9,79 % | -20,93 % |

| Année:               | 2023. | 2024.   |
| -------------------- | ----- | ------- |
| Nombre de personnes: | 99    | 102     |
| Différence:          |       | +3,03 % |

## Personnalité
- Ľudovít Kubáni (1830-1869), écrivain, y est né.